# Sông São Francisco
São Francisco (phát âm tiếng Bồ Đào Nha: [sɐ̃w fɾɐ̃ˈsiʃku]) là một sông tại Brasil. Với chiều dài 2.914 kilômét (1.811 mi), đây là sông dài nhất chảy hoàn toàn trong lãnh thổ Brasil, và là sông dài thứ 4 tại Nam Mỹ cũng như Brazil (sau Amazon, Paraná và Madeira). Sông còn được những người bản địa gọi là Opara trước thời thực dân, và nay vẫn được gọi với biệt danh thân mật là Velho Chico.
São Francisco bắt nguồn từ dãy Canastra ở Trung-Tây của bang Minas Gerais. Sông chảy theo hướng bắc trên địa phận bang Minas Gerais và Bahia, ở phía sau của dãy núi ven biển, diện tích lưu vực là trên 630.000 kilômét vuông (240.000 dặm vuông Anh), trước khi đổi hướng đông và tạo thành ranh giới giữa Bahia ở bờ hữu và bang Pernambuco và Alagoas ở bờ tả. Sau đó, sông tạo thành ranh giới giữa bang Alagoas và Sergipe và đổ vào Đại Tây Dương. Tổng cộng, São Francisco chảy qua 5 bang, lưu vực sông cũng bao gồm các chi lưu từ bang Goiás và Quận Liên bang (Brasília).
Đây là một sông quan trọng tại Brazil, được gọi là "sông hòa hợp quốc gia" bởi nó kết hợp các miền khí hậu và khu vực khác nhau của đất nước, đặc biệt là giữa vùng Đông Nam và vùng Đông Bắc. Sông có khả năng thông hành giữa thành phố Pirapora (Minas Gerais) và Juazeiro (Bahia), cũng như giữa Piranhas (Alagoas) và cửa sông, song những tuyến thông hành truyền thống đã bị ảnh hưởng trong những năm gần đây do ảnh hưởng của việc thay đổi dòng chảy

## Khám phá
Những người châu Âu đã khám phá dòng sông lần đầu vào ngày 4 tháng 10 năm 1501, khi đó là nhà thám hiểm người Florentine Amerigo Vespucci, được đặt tên theo Phanxicô thành Assisi, có ngày lễ vào 4 tháng 10.
Năm 1865, nhà thám hiểm và ngoại giao Anh Quốc là Richard Francis Burton đã chuyển tới Santos tại Brasil. Ông đã thám hiểm cao nguyên Trung tâm, đi canô xuôi theo sông São Francisco từ khởi nguồn của nó tại thác Paulo Afonso.

## Bốn phần của sông São Francisco

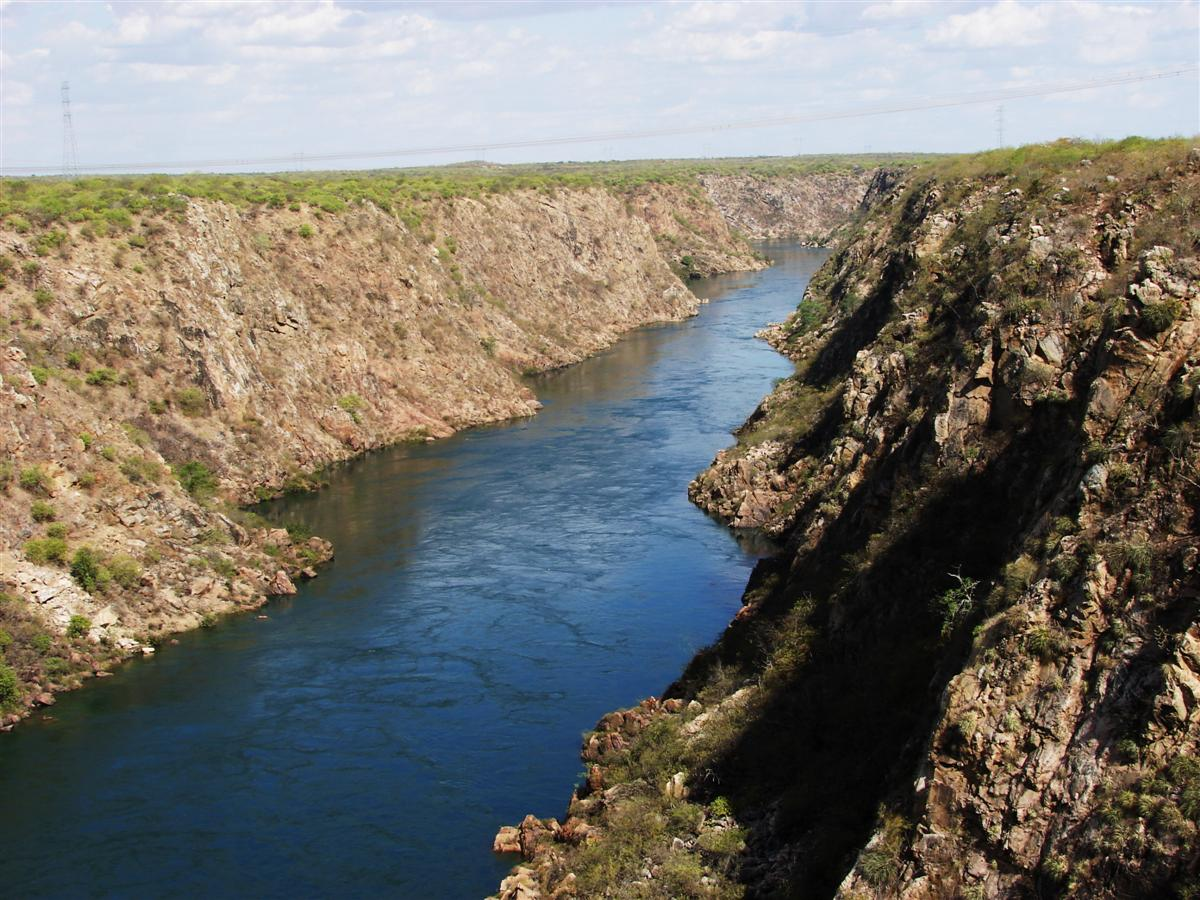
Sông São Francisco ở phía nam Paulo Afonso

Dòng chảy của sông São Francisco qua năm bang và có thể được chia thành 4 phần như sau:
1. Phần thượng, từ đầu nguồn tới Pirapora tại Minas Gerais
2. Phần trung-thượng, từ Pirapora, đoạn bắt đầu có khả năng thông hành, tới Remanso (Bahia) và đập Sobradinho
3. Phần trung-hạ, từ đập Sobradinho tới Paulo Afonso, cũng thuộc Bahia (trên ranh giới với Alagoas), và chấm dứt tại đập Itaparica
4. Phần hạ, từ Paulo Afonso đến cửa sông tại Đại Tây Dương

## Chi lưu
Dòng sông nhận nước từ 168 sông và suối khác, trong đó 90 nằm bên bờ hữu và 78 nằm bên bờ tả. Các chi lưu chính là:
- Sông Paraopeba
- Sông Abaeté
- Sông Das Velhas
- Sông Jequitaí
- Sông Paracatu
- Sông Urucuia
- Sông Verde Grande
- Sông Carinhanha
- Sông Corrente
- Sông Grande

## Thông hành

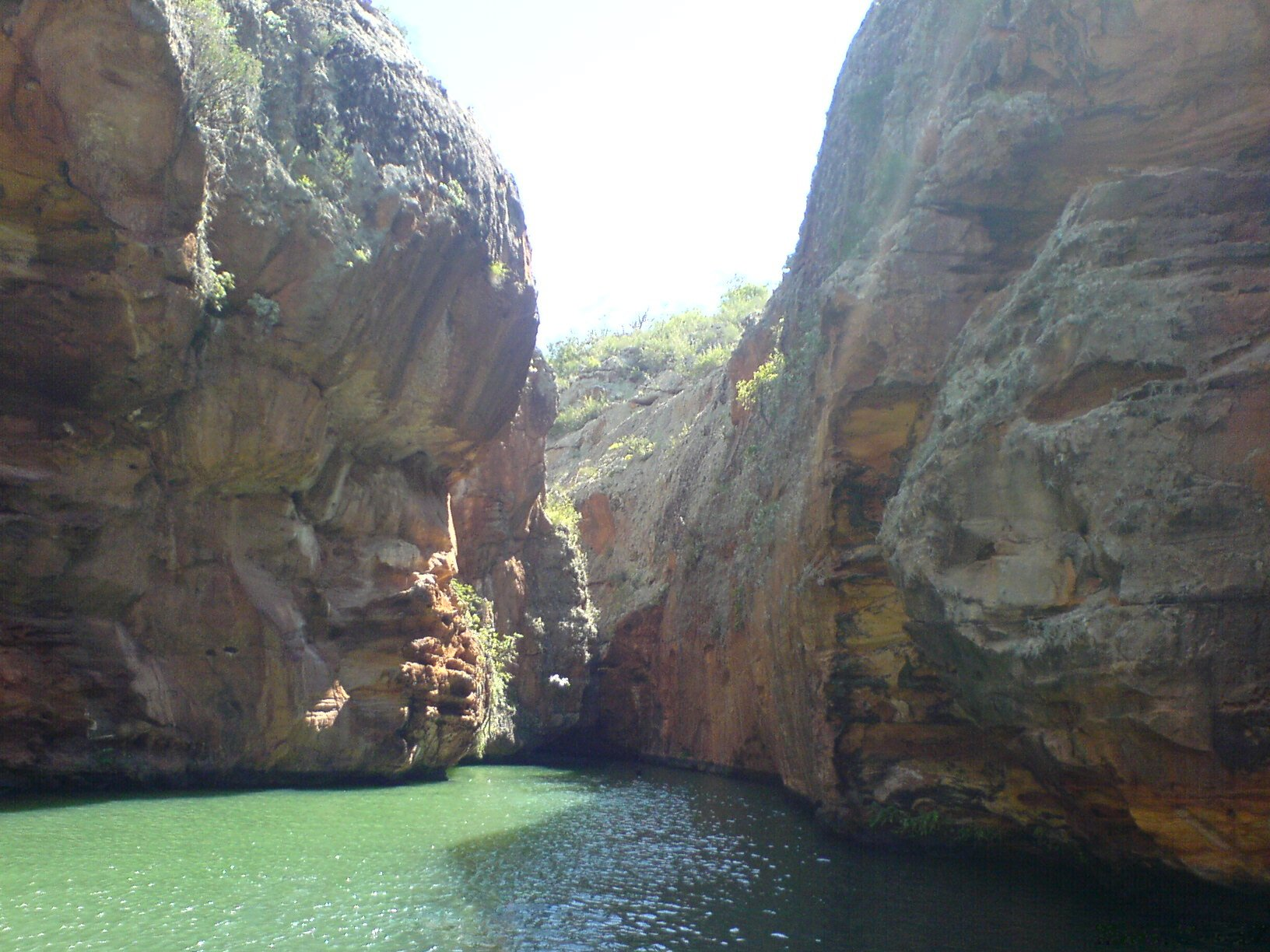
Một thung lũng sông của São Francisco

São Francisco có khả năng thông hành tự nhiên quanh năm từ Pirapora (Minas Gerais) đến các thành phố song sinh là Petrolina (Pernambuco) và Juazeiro (Bahia), với chiều dài 1.371 kilômét (852 mi). Tuy nhiên, có những khác biệt lớn tùy theo lượng mưa và độ sâu. Do sự đa dạng về các đặc điểm địa hình trong suốt đoạn có khả năng thông hành, nên nó có thể được chia thành 3 phần:
1. Từ Pirapora đến Pilão Arcado (Bahia), dài 1.015 kilômét (631 mi); khác biệt về độ cao lên tới 6 mét (20 ft) có thể xuất hiện do mưa và hạn hán.
2. Từ Pilão Arcado đến đập Sobradinho; một hồ chứa dài 314 kilômét (195 mi), có diện tích bề mặt là 4.214 kilômét vuông (1.627 dặm vuông Anh) và khá sâu.
3. Từ đập Sobradinho đến Petrolina/Juazeiro, với chiều dài 42 kilômét (26 mi) và độ sâu trung bình 2 mét (6 ft 7 in), duy trì lưu lượng 1.500 m³/giây (khoảng 53.000 ft³/giây).

Cho đến những năm gần đây, São Francisco thường có một loại thuyền chở khách được gọi là gaiola (tiếng Bồ Đào Nha của từ "lồng"). Chúng là những tàu thủy hơi nước bánh guồng, một số trong đó từng được sử dụng trên [[sông Mississippi và có được sản xuất từ thời nội chiến Hoa Kỳ. Sau đập Sobradinho xây tại Bahia, cấc điều kiện về khả năng thông hành đã thay đổi đáng kể, do hồ chứa kích thước lớn dẫn đến hình thành các gợn sóng có độ cao đáng kể. Mặc dù đập có một cửa cống có khả năng thông hành, gaiolas gặp khó khăn với các cơn sóng và dòng chảy khi đi qua hồ. Đồng thời, nạn phá rừng và sử dụng nước thượng nguồn quá nhiều cho nông nghiệp trên dòng São Francisco và các chi lưu đã khiến cho mực nước ở trung lưu giảm đáng kể, tạo ra các dải cát và cù lao làm cản trở việc thông hành.
Trong một thời gian ngắn, điều kiện như vậy khiến cho các gaiolas lớn không thể thông hành, mặc dù điều này vẫn có thể đối với các thuyền nhỏ hơn. Các vỏ tàu cũ có thể nhìn thấy trên sông tại Pirapora. Năm 2009, một tàu duy nhât có tên là Benjamim Guimarães, vẫn còn hoạt động, hoạt động du lịch trên tuyến đường ngắn từ Pirapora đến São Romão và trở lại.

## Đô thị và dân cư

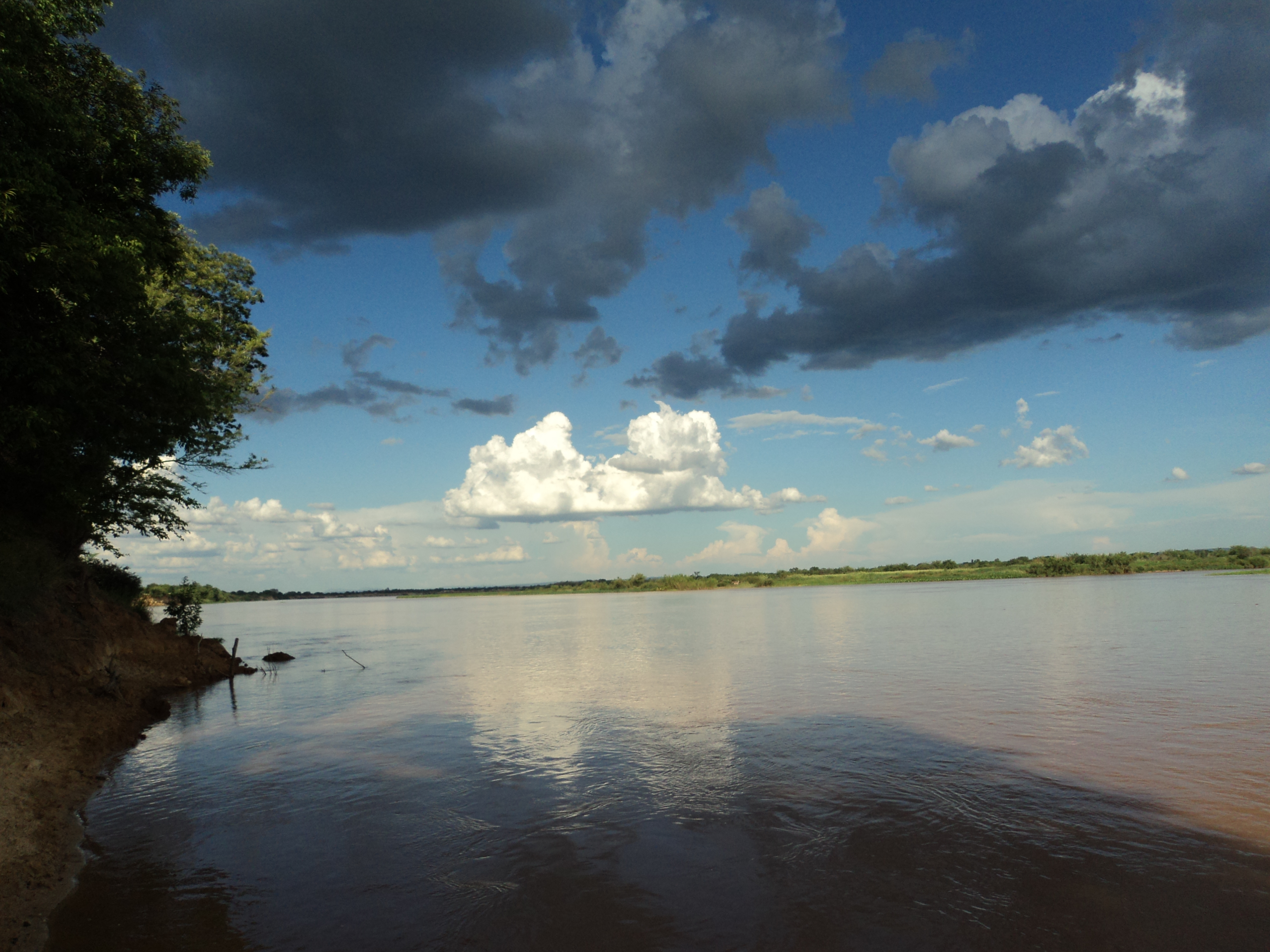
Sông São Francisco tại Sítio do Mato

Lưu vực sông khá rộng lớn và có dân cư thưa thớt, song cũng có vài thị trấn nằm bên bờ sông. Bắt đầu tại Minas Gerais, sông chảy qua Pirapora, São Francisco, Januária, Bom Jesus da Lapa, hai thành phố song sinh là Petrolina và Juazeiro, và Paulo Afonso. Vùng nội địa khô cằn và không có dân cư, vì vậy các thị trấn hầu hết đều nhỏ và cô lập. Chỉ có Petrolina và Juazeiro phát triển thành các thành phố bậc trung và trở nên thịnh vượng do có ngành sản xuất hoa quả dựa vào thủy lợi.

## Đập thủy điện
Tiềm năng thủy điện của sông bắt đầu được khai thác vào năm 1955, khi đập Paulo Afonso được xây dựng giữa Bahia và Alagoas. Nhà máy Paulo Afonso nay cung cấp điện năng cho toàn bộ vùng Đông Bắc Brasil. Bốn nhà máy thủy điện lớn khác đã được xây dựng sau đó: Três Marias tại Minas Gerais, xây năm 1961, đập Sobradinho tại Bahia, xây năm 1977, Luiz Gonzaga (Itaparica), giữa Bahia và Pernambuco, xây năm 1988 và đập Xingó gần Piranhas và xây năm 1994. Hồ chứa Sobradinho là một trong những hồ chứa nhân tạo lớn nhất thế giới với diện tích 4.214 kilômét vuông (1.627 dặm vuông Anh).

## Ý nghĩa văn hóa

Carrancas hiện đại dùng để bán cho du khách tại Mercado Modelo, Salvador, Bahia.

Sông São Francisco có tầm quan trọng đặc biệt trong lịch sử và hóa dân gian. Lịch sử đó thể hiện trong các bài hát, truyền thuyết và đồ lưu niệm dựa trên carranca, một loại đầu thú (miệng máng xối) được đặt trên mũi tàu của các gaiola và dùng để xua đuổi ma quỷ trên sông. Các cửa hàng du lịch có các bản sao đã hiện đại hóa và thu nhỏ của các bản gốc đã biến mất. Những câu chuyện về ma quỷ và quái vật sông vẫn tồn tại cho đến ngày nay.
Từ Paulo Afonso đến thị trấn lịch sử Penedo (Alagoas), sông nằm dưới cùng của một hẻm núi hay thung lũng dốc. Piranhas, một thị trấn gần đó, từng là ga cuối của một tuyến đường sắt. Thị trấn có một số công trình lịch sử bị bỏ hoang từ thời kỳ đó. Chúng đang được phục hồi và có thể trở thành một địa điểm du lịch.

## Dự án cải tạo gây tranh cãi (đang thực hiện)
Vào năm 2005, Chính phủ Brasil đã đưa ra một dự án cải tạo gây tranh cãi; theo đó, dự kiến sẽ lấy nước từ sông São Francisco chuyển đến các khu vực bán khô hạn thuộc bốn bang ở Brasil: Ceará, Pernambuco, Paraíba và Rio Grande do Norte. Những nhà hoạt động môi trường phản đối dự án với lý do lợi bất cập hại: thực chất nó chỉ mang lại lợi ích cho phần lớn các chủ đất và một phần thiểu số dân cư, trong khi đó lại tác động đáng kể đến môi trường sinh thái. Ở chiều ngược lại, Chính phủ cho rằng dự án là cần thiết vì nó đáp ứng nhu cầu sử dụng nước lớn cho khu vực bốn bang kể trên. 
Điểm lấy nước theo dự án cải tạo nằm ở Cabrobó.